# Internationale Code voor de veiligheid van hogesnelheidsschepen
De Internationale Code voor de veiligheid van hogesnelheidsschepen (International Code of Safety for High-Speed Craft of High-Speed Craft Code, HSC-code) is de SOLAS-standaard op het gebied van hogesnelheidsschepen. Met resolutie MSC.97(73) werd op 5 december 2000 bepaald dat de code op 1 juli 2002 van kracht zou worden. De 2000 HSC-code verving de 1994 HSC-code die van toepassing is op schepen die na 1 januari 1996 en voor 1 juli 2002 zijn gebouwd. De 1994 HSC-code verving op zijn beurt de DSC-code uit 1977.